# Servir al Pueblo - Liga Comunista
Servir al Pueblo - Liga Comunista (en noruego:Tjen Folket - Kommunistisk Forbund) es una organización política noruega marxista-leninista-maoísta formada en 1998 por miembros expulsados del Partido Comunista de los Trabajadores.  Su principal objetivo es crear un nuevo partido comunista en Noruega basado en el marxismo-leninismo-maoísmo- Su ala juvenil es la Juventud Comunista Revolucionaria , que se creó después de una separación de la Juventud Roja, el ala juvenil de Red , a quien consideran revisionista.
La organización apoya la Guerra Popular y afirma que este es el único medio por el cual se pueden establecer el socialismo y el comunismo. Están abiertos al uso de la violencia como medio para proteger al proletariado de las represalias de la burguesía. Considera a Karl Marx, Friedrich Engels, Vladimir Lenin, Iósif Stalin, Mao Zedong y el Presidente Gonzalo como los seis comunistas principales que desarrollaron el maoísmo.La organización forma parte de la Liga Comunista Internacional. 